# 凯辛娜公园
凯辛娜公园（Kissena Park）是纽约市皇后区法拉盛社区的大型公园，其凯辛娜溪汇入法拉盛河。西边是凯辛娜大道；北边是Rose, Oak, Underhill和Lithonia Ave；东边是新鲜草原街；南边是布斯纪念大道。

## 描述
公园内有个不大的凯辛娜湖，周围是娱乐场；南面是自行车道；亦有足球场、网球场和棒球场。
凯辛娜公园是凯辛娜走廊公园中心，在旁是一系列绵延数英里长的公园，为布鲁伦皇后区绿地一部分。自行车道将公园西部连接至缅街。前长岛摩托林荫道现为自行车道，贯通康宁汉公园至艾莉潭公园。由于是走廊公园一部分，凯辛娜公园迎来许多自行车骑手、慢跑者、行人、练武术和太极拳爱好者。自行车道主持许多节目，包括Star Track。

## 历史

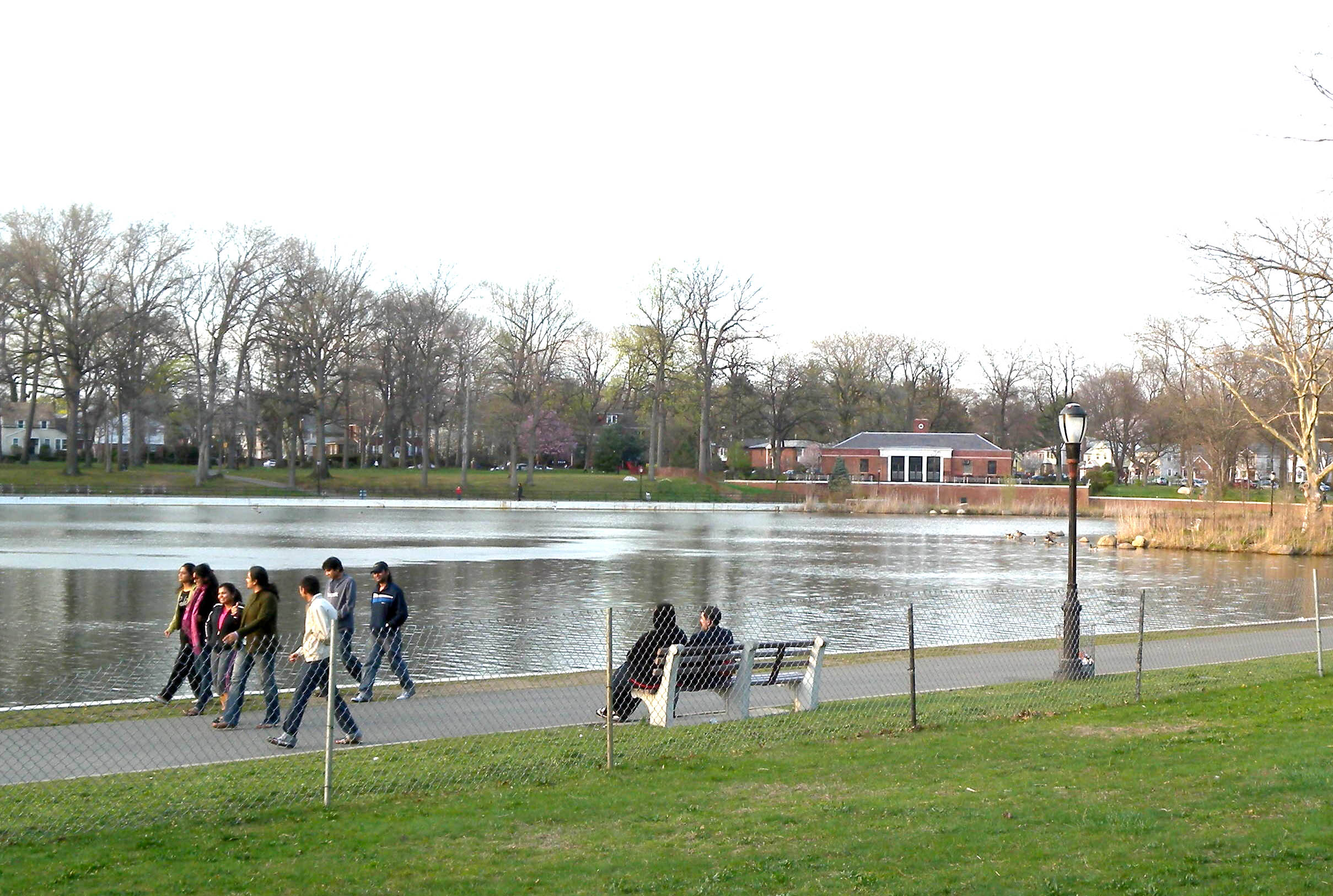
公园暮色

公园持续出现的片段是十九世纪铁路地役权的痕迹。贯通凯辛娜公园的轨迹原先是A.T. Stewart所建的长岛中心铁路主干线，从法拉盛至贝勒罗斯（Bellerose）。该路段后易名为“白线”（"White Line"），从长岛铁路Creedmore站至花园城。1947年，公园正式成为皇后走廊公园一部分，加入凯辛娜走廊公园。
虽然齐佩瓦原住民并不在美洲东北活动，山姆·帕森用他们的词“好冷”（Kissena）来为湖命名。当公园成立是继承名字，之后是凯辛娜大道（旧称牙买加街）。
2004年，公园翻修。之前的翻修包括1942年公共事业振兴署对湖的修整及公园局对灌木的修剪等。

## 引述
1. ↑  . NYC.gov. The City of New York.   [25 July 2013]. （原始内容存档于2013-12-09）.
2. ↑  . Bike New York.   [25 July 2013]. （原始内容存档于2014-11-24）.
3. 1 2  . NYC.gov. The City of New York.   [25 July 2013]. （原始内容存档于2014-08-02）.
4. ↑  . New York City Department of Parks and Recreation. 2000-11-06  [2007-07-05]. （原始内容存档于2007-09-29）.
5. ↑  . About.com. About.com. 17 July 2013  [25 July 2013]. （原始内容存档于2015-04-04）.